# Спин (роман)
«Спин» (англ. Spin) — научно-фантастический роман канадского писателя-фантаста Роберта Чарльза Уилсона, изданный в 2005 году. Является первой книгой одноимённой трилогии. Автор получил премию Хьюго за роман в 2006.

## Сюжет
Роман написан от лица Тайлера Дюпре, который в детстве становится свидетелем исчезновения звёзд и Луны, так как Землю окутала мембрана, получившая название «Спин». Спин блокирует любые излучения как из космоса, так и с Земли, в то же время проецируя ложное Солнце, чтобы поддерживать жизнь на планете. Также, позже становится известно что время внутри Спина существенно замедлено по отношению к времени во Вселенной — одна секунда на Земле равна примерно трём годам (3,17 года — «коэффициент Спина») за пределами Спина. Это означает что, в течение одного поколения, Земля погибнет в результате превращения Солнца в красный гигант. Это также означает, что блокирующий эффект Спина — намеренный, ведь без него замедленная Земля будет просто сожжена солнечными лучами (три года солнечной радиации за каждую секунду).
Всё это Тайлер узнаёт от своего друга Джейсона Лоутона, сына состоятельного предпринимателя И-Ди Лоутона. Роман сосредоточен на дальнейшей жизни Тайлера, Джейсона и его сестры-близняшки Дианы, на каждого из которых Спин влияет по-разному.
После уничтожения всех искусственных спутников Спином, И-Ди Лоутон начинает предоставлять аэростатные ретрансляторы взамен спутников и обретает огромное экономическое и политическое влияние. Джейсон уходит в науку, пытаясь понять, что представляет собой Спин и как его можно остановить. Благодаря финансовой и политической поддержке отца, Джейсон также становится довольно влиятельным лицом. Будучи полной противоположностью брата, Диана вступает в религиозный культ, считающий, что Спин является планом Господа для конца света. Тайлер же становится врачом и погружается в работу, но время от времени испытывает кризисы, связанные со Спином.
Когда над полюсами за пределами Спина обнаруживаются неземные конструкции, Китай производит по ним залп ядерными ракетами. Ядерный взрыв не оставляет ни царапины на конструкциях, но на некоторое время нарушает блокирующий эффект Спина, и перед человечеством временно открывается слайд-шоу быстро меняющейся Вселенной.
Через несколько лет земные правительства решаются на отчаянную попытку спасения человеческой расы. Так как Марс уже находится в обитаемой зоне и намного потеплел, фирма Лоутонов «Перигелион» убеждает мировые державы начать грандиозный проект терраформирования красной планеты путём запуска ракет, наполненых микроорганизмами. Хотя на Земле пройдёт всего несколько дней, сотни тысячелетий пройдут на Марсе, давая время эволюции создать биосферу на безжизненной планете. После этого будут посланы ракеты с поселенцами, которые и станут прародителями марсианской цивилизации, задача которой — изучить Спин и найти способ остановить его. Проект имеет положительный результат, но затем «гипотетики» (неизвестная раса существ, управляющих Спином) тоже покрывают Марс Спином. Перед этим, марсиане посылают на Землю посла по имени Ван Нго Вен, чтобы установить контакт с цивилизацией предков. Марсиане многократно превзошли землян в некоторых отраслях науки, но также не имеют понятия о Спине и гипотетиках.
Ван предоставляет землянам технологию для создания биологических зондов фон Неймана, которые распространятся по галактике и будут передавать на Землю и Марс данные с других звёздных систем. Ван также даёт Джейсону сыворотку, которая позволяет человеку (землянину или марсианину) достичь «четвёртого возраста», продлевая жизнь на много десятилетий. Во время путешествия Вана в Гранд-Каньон на его конвой нападают бандиты и Ван погибает в перестрелке от случайной пули. Тем не менее, Джейсон всё убеждает президента США Ломакса начать проект засеивания облака Оорта биозондами.
В конце концов, много лет спустя, Спин исчезает. Несмотря на огромное красное Солнце, жизнь продолжается. Тайлер узнаёт что Диана смертельно больна и везёт её домой, чтобы вколоть ей марсианскую сыворотку. Там он узнаёт, что Джейсон умирает из-за другой сыворотки, которую он себе ввёл, позволяющей связываться с биозондами, распространившимися по галактике. Он раскрывает Тайлеру истинное предназначение Спина, а также природу гипотетиков. Оказывается, гипотетики являются искусственными существами, схожими с марсианскими биозондами, которые в течение миллиардов лет распространялись по галактике и создавали подобие нейронной сети. За это время они стали свидетелями рождения и гибели множеств разумных существ и решили спасти их. Для достижения этого, они накрывают Спином любую цивилизацию, достигшую кризисного состояния (когда цивилизация больше не способна себя поддерживать), чтобы сохранить их, пока гипотетики не установят на планетах огромные порталы в другие пригодные для жизни миры, позволяя разумным расам распространяться по галактике. Так как скорость света превзойти нельзя, то гипотетикам пришлось переносить эти порталы много миллионов лет через космическое пространство. Один из таких порталов — огромное металлическое кольцо более тысячи километров в диаметре (хотя люди именуют его Аркой) — они сбрасывают в Индийский океан, который мгновенно перебрасывает любое морское судно с людьми на борту, идущее с юга, на другую планету. Сам Спин всё ещё существует, но уже не замедляет время внутри.
Тайлеру и Диане приходится бежать от правительства США, которое намеренно уничтожить всё связанное с Марсом, включая «Четвёртых» (людей, изменённых сывороткой). Позже, Тайлер тоже становится Четвёртым. Тем временем, начинается миграция людей в новый мир на континент под названием Экватория. Также в новом мире обнаружен ещё один портал, ведущий в третий мир. В конце романа, Тайлер и Диана направляются на корабле в новый мир, чтобы начать новую жизнь вместе, и разбрасывают прах Джейсона в точке перехода.

## Критика
В целом, «Спин» получил хорошие отзывы от рецензентов. Грег Джонсон в рецензии на SF Site отметил, что фокусирование Уилсона на эмоциональных переживаниях героев идёт вразрез с современной модой в научной фантастике, но такой подход сделал его одним из лучших романов года. Томас Вагнер в обзоре на сайте SFReviews.net назвал роман принёсшим наибольшее удовольствие ему за последнее десятилетие, похвалил автора за изящество в применении повествовательных методов, широту охвата тем и понимание человеческих эмоций.
Критик Владимир Пузий в рецензии для «Мира фантастики» также отнёсся к книге благосклонно, посчитав его гармоничным романом, с «живыми» персонажами, увлекательным сюжетом и хорошим научно-фантастическим элементом. Интересно, что он увидел в сюжете ряд отсылок к древнегреческой мифологии. В конце критик подытожил: «увлекательный роман, который не дотягивает до шедевра, однако займёт достойное место на книжных полках любителей научной фантастики». Отдельно Пузий покритиковал неудачный перевод Ю. Балаяна на русский язык.

## Награды
- Хьюго — победитель
- Мемориальная Премия Джона Кэмпбелла — номинация
- Локус — номинация[4]